# Sadalsuud
Sadalsuud (Beta Aquarii, β Aqr) – gwiazda w gwiazdozbiorze Wodnika, odległa o około 537 lat świetlnych od Słońca.

## Nazwa
Gwiazda ta ma nazwę własną Sadalsuud, pochodzącą od arabskiego ‏سعد السعود‎ sa‘d al-su‘ūd, co oznacza „najszczęśliwszą [gwiazdę] szczęśliwego” i odnosi się do jej heliakalnego wschodu przypadającego na początek sezonu łagodnych deszczów, nadchodzących po zimie. Dla Persów tworzyła ona wraz z Ksi Aquarii „stację księżycową” Bunda. Międzynarodowa Unia Astronomiczna w 2016 roku formalnie zatwierdziła użycie nazwy Sadalsuud dla określenia tej gwiazdy.

## Charakterystyka
Jest to żółty nadolbrzym, gwiazda należąca do typu widmowego G0, o temperaturze 5600 K i jasnoći 2200 razy większej niż jasność Słońca. Sadalsuud ma średnicę ocenianą na 50 razy większą od słonecznej i masę około 6 razy większą niż masa Słońca.
Sadalsuud, Sadalmelik (Alfa Aquarii) i Enif (Epsilon Pegasi) są bardzo podobnymi gwiazdami i podejrzewa się, że powstały w tej samej asocjacji gwiazdowej jako gorące, błękitne gwiazdy typu widmowego B, po czym w ciągu kilkudziesięciu milionów lat rozproszyły w Galaktyce. Sadalsuud, podobnie jak dwie pozostałe, prawdopodobnie jest na etapie syntezy helu w węgiel w jądrze; gwiazda umrze jako biały karzeł, po odrzuceniu zewnętrznych warstw.
Gwiazda ma dwóch optycznych towarzyszy, niewidoczne gołym okiem gwiazdy o obserwowanej wielkości gwiazdowej 11,0 i 11,6m, które cechuje inny ruch własny.